# Sergei Leonidowitsch Katanandow

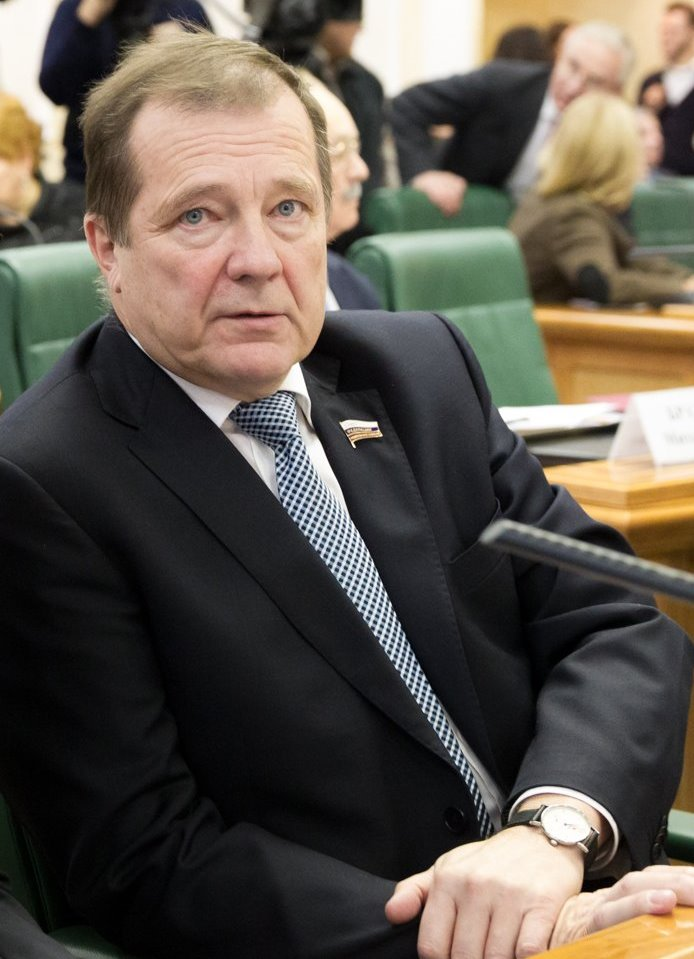
Sergei Katanandow (2014)

Sergei Leonidowitsch Katanandow (russisch Серге́й Леони́дович Катана́ндов; * 21. April 1955 in Petrosawodsk, Karelo-Finnische SSR, Sowjetunion) ist ein russischer Politiker karelischer Volkszugehörigkeit. Von 1998 bis zum 30. Juni 2010 war er politisches Oberhaupt der russischen Teilrepublik Karelien.
Sergei Katanandow schloss 1977 ein Studium an der Fakultät für Industrie- und Wohnungsbau an der Staatlichen Universität Petrosawodsk ab. Danach arbeitete er bis 1988 als Ingenieur im staatlichen Baubetrieb „Petrosawodskstroi“. 1988 wurde Katanandow in den Stadtsowjet von Petrosawodsk gewählt. Im Dezember 1990 wurde er zum Bürgermeister seiner Geburtsstadt gewählt. 1996 schloss Katanandow ein Jurastudium an einer Akademie für Staatsbedienstete in Sankt Petersburg ab. Am 17. Mai 1998 gewann er die Wahl zum karelischen Regierungschef mit 49,48 % der Stimmen gegen Amtsinhaber Wiktor Stepanow. Am 1. Juli 1998 trat er das Amt an und wurde am 28. April 2002 mit 53,35 % der Stimmen wiedergewählt. Für eine dritte Amtszeit wurde er – gemäß der geänderten russischen Verfassung – 2006 vom russischen Präsidenten Wladimir Putin vorgeschlagen. Das karelische Parlament bestätigte den Vorschlag am 3. März 2006. Am 30. Juni 2010 trat Katanandow noch vor Ablauf seiner dritten Amtszeit zurück.
Zwischen 2010 und 2017 saß Katanandow als Mitglied im Föderationsrat, wo er die Republik Karelien vertrat und für das Amt des Ersten stellvertretenden Ausschusses für föderale Strukturen, Regionalpolitik und Kommunalverwaltung zuständig war. Zudem gehörte er der Kommission für die Entwicklung der zivilgesellschaftlichen Institutionen in Russland an.